# Asylum (album Kiss)
Asylum – trzynasty album studyjny amerykańskiej grupy rockowej KISS wydany we wrześniu 1985 roku. Pierwszy z udziałem gitarzysty Bruce'a Kulicka.

## Utwory
1. "King of the Mountain"	(Bruce Kulick, Paul Stanley, Desmond Child) – 4:17
  - wokal – Paul Stanley
2. "Any Way You Slice It" (Gene Simmons, Howard Rice) – 4:02
  - wokal – Gene Simmons
3. "Who Wants to Be Lonely" (Stanley, Child, Jean Beauvoir) – 4:01
  - wokal – Paul Stanley
4. "Trial By Fire" (Kulick, Simmons) – 3:25
  - wokal – Gene Simmons
5. "I'm Alive" (Kulick, Stanley, Child) – 3:43
  - wokal – Paul Stanley
6. "Love's a Deadly Weapon" (Stanley, Simmons, Rod Swenson, Wes Beech) – 3:29
  - wokal – Gene Simmons
7. "Tears Are Falling" (Stanley) – 3:55
  - wokal – Paul Stanley
8. "Secretly Cruel" (Simmons) – 3:41
  - wokal – Gene Simmons
9. "Radar for Love" (Stanley, Child) – 4:02
  - wokal – Paul Stanley
10. "Uh! All Night" (Stanley, Child, Beauvoir) – 4:01
  - wokal – Paul Stanley

## Skład
- Gene Simmons – bas; wokal
- Paul Stanley – gitara rytmiczna; wokal
- Bruce Kulick – gitara prowadząca (jego pierwszy album w tym zespole[3])
- Eric Carr – perkusja; wokal wspierający

## Notowania
Album – Billboard (Ameryka Północna)
| Rok  | Lista         | Pozycja |
| ---- | ------------- | ------- |
| 1985 | Billboard 200 | 20      |

Single – Billboard (Ameryka Północna)
| Rok  | Lista             | Single              | Pozycja |
| ---- | ----------------- | ------------------- | ------- |
| 1985 | Mainstream Rock   | "Tears Are Falling" | 20      |
| 1985 | Billboard Hot 100 | "Tears Are Falling" | 51      |